# Re-Tagged
Re-Tagged è un cortometraggio muto del 1913. Il nome del regista non viene riportato nei credit.

## Produzione
Il film fu prodotto dalla Essanay Film Manufacturing Company. Nelle proiezioni, veniva programmato con il sistema dello split reel, accorpato in un'unica bobina con un altro cortometraggio della Essanay, la commedia The Drummer's Umbrella.

## Distribuzione
Distribuito dalla General Film Company, il film - un cortometraggio in split reel - uscì nelle sale cinematografiche USA il 1º luglio 1913.